# Mariusz Jurkiewicz
Mariusz Jurkiewicz, né le 3 février 1982 à Lubin, est un joueur international puis entraîneur polonais de handball. Il évoluait au poste d'arrière gauche.

## Palmarès

### En club
Compétitions internationales
- Ligue des champions
  - Vainqueur (1) : 2016
  - Finaliste (1) : 2011, 2012
- Coupe du monde des clubs
  - Vainqueur (1) : 2012
  - Finaliste (1) : 2011

Compétitions nationales
- Vainqueur du Championnat d'Espagne : 2004
- Vainqueur de la Coupe ASOBAL : 2004, 2011
- Vainqueur de la Supercoupe d'Espagne : 2010, 2011
- Vainqueur de la Coupe du Roi : 2011, 2012
- Vainqueur du Championnat de Pologne (4) : 2016, 2017, 2018 et 2019
- Vainqueur de la Coupe de Pologne (4) : 2016, 2017, 2018 et 2019

### Sélection nationale
Championnat du monde

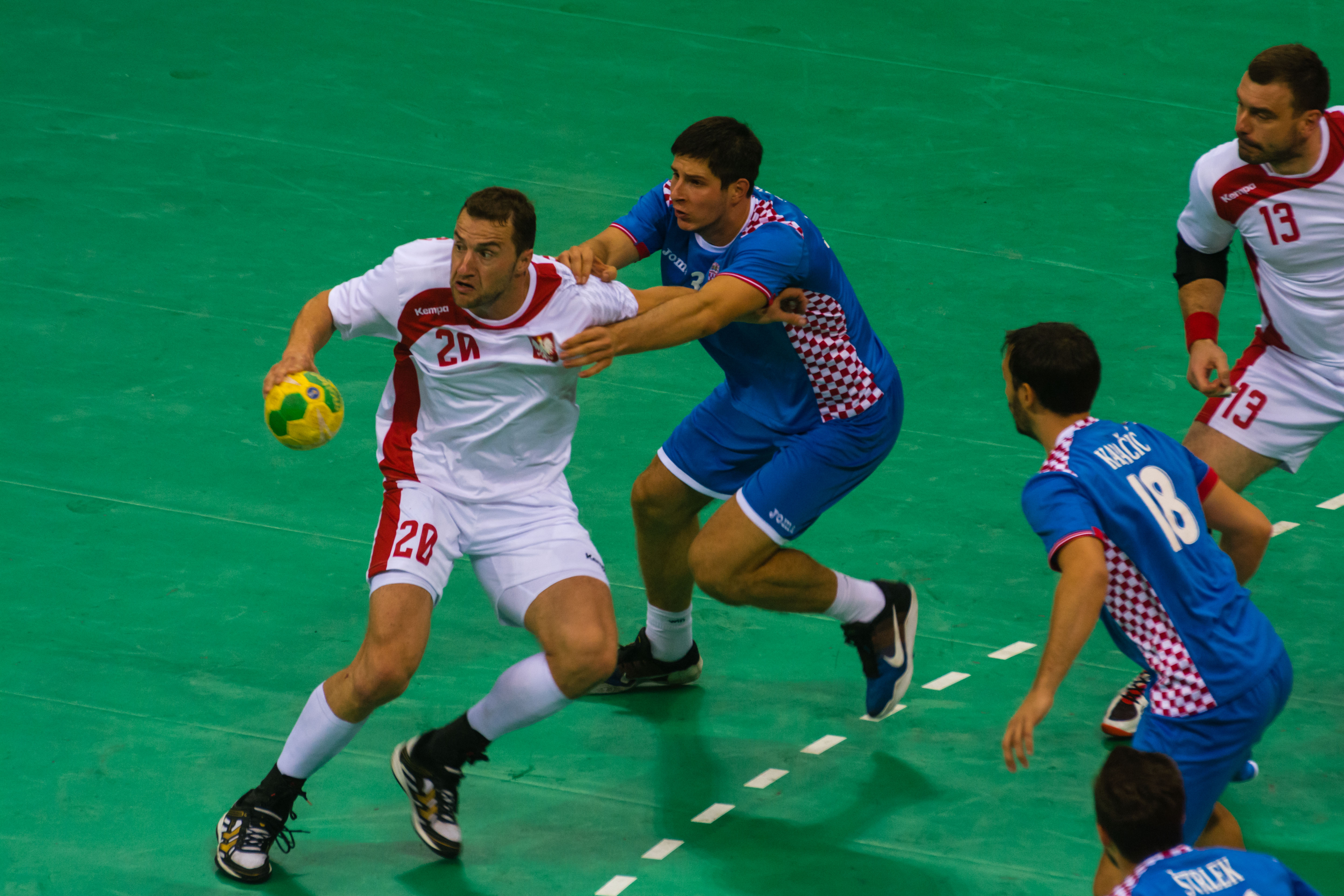
Mariusz Jurkiewicz aux Jeux olympiques de 2016.

- médaillé de bronze au championnat du monde 2009 en Croatie
- médaillé de bronze au championnat du monde 2015 au Qatar